# André Bucher
André Bucher (Suiza, 19 de octubre de 1976) es un atleta suizo retirado, especialista en la prueba de 800 m, en la que logró ser campeón mundial en 2001.

## Carrera deportiva
En el Mundial de Edmonton 2001 ganó la medalla de oro en los 800 metros, con un tiempo de 1:43.70 segundos, quedando por delante del keniano Wilfred Bungei y del polaco Paweł Czapiewski.